# Dieta de carbohidratos específicos
La dieta de carbohidratos específicos (SCD, por sus siglas en inglés, de specific carbohydrate diet)  es una dieta restrictiva creada originalmente para controlar la enfermedad celíaca; limita el uso de carbohidratos complejos (disacáridos y polisacáridos). Los monosacáridos están permitidos, y se incluyen varios alimentos como el pescado, el queso curado y la miel. Los alimentos prohibidos son los cereales, las patatas y los productos lácteos que contienen lactosa. Es una dieta sin gluten, ya que no se permiten los granos.

## Orígenes
En 1924, Sidney V. Haas (1870-1964) describió la primera SCD para el tratamiento de los niños con enfermedad celíaca; era conocida como la dieta del plátano. Haas describió un ensayo con 10 niños; los 8 niños tratados con plátanos entraron en remisión, y los dos niños de control murieron. La SCD del plátano fue la piedra angular de la terapia celíaca durante décadas, hasta que la escasez de pan en los Países Bajos provocada por la Segunda Guerra Mundial hizo que los niños con enfermedad celíaca mejoraran, lo que llevó a aislar las proteínas del trigo, no los almidones, como la causa de la enfermedad celíaca. Antes de la SCD del plátano, uno de cada cuatro niños celíacos moría. Tras más investigaciones, describió la SCD como un tratamiento para la enfermedad celíaca y la enfermedad inflamatoria intestinal (EII) en su libro de texto médico de 1951 The Management of Celiac Disease (El tratamiento de la enfermedad celíaca); Haas nunca aceptó el hallazgo de que el gluten del trigo era la parte perjudicial del trigo; insistió en que era el almidón y calificó el descubrimiento sobre el gluten como un "flaco favor".
La dieta fue popularizada posteriormente por la bioquímica Elaine Gottschall, madre de uno de los pacientes de Haas, en su libro de 1996 Breaking the Vicious Cycle. La hija de Gottschall se curó de colitis ulcerosa en dos años gracias a la SCD. Gottschall describió la teoría de cómo la restricción de la dieta podría reducir la inflamación intestinal asociada a diversas afecciones médicas. Gottschall afirmó que la dieta podría "curar" una serie de afecciones médicas sin aportar datos. Gottschall abogó por el uso de la SCD para tratar la enfermedad de Crohn, la colitis ulcerosa, la diverticulitis, la fibrosis quística, la diarrea crónica y el autismo.

## Reclamaciones sin confirmar
Las afirmaciones de que la SCD es beneficiosa para los niños con autismo se basan en la suposición de que tienen demasiadas bacterias dañinas en su intestino. Aunque las pruebas son limitadas y sugieren que la SCD puede ser beneficiosa, existe la preocupación de que la naturaleza restrictiva de la dieta pueda causar deficiencias nutricionales. Los padres que adoptan la SCD para sus hijos corren el riesgo de sentirse culpables cuando sus expectativas de mejora se ven frustradas. La SCD es uno de los muchos tratamientos no comprobados que se ofrecen a los niños con necesidades especiales y que tienen los signos característicos de ser pseudocientíficos.
Una revisión de 2013 sobre la SCD y otras dietas de exclusión concluyó: "Sin embargo, carecemos de grandes ensayos controlados prospectivos que proporcionen las recomendaciones dietéticas que los pacientes desean. En conjunto, los estudios sobre nutrición enteral exclusiva, dietas de exclusión y dietas semivegetarianas sugieren que minimizar la exposición de la luz intestinal a determinados alimentos puede prolongar el estado de remisión de los pacientes con enfermedad inflamatoria intestinal. Existen aún menos pruebas de la eficacia de la dieta SCD, FODMAP o Paleo. " También se dice que la dieta corre el riesgo de imponer una carga económica indebida y que puede causar desnutrición.
A partir de 2017 hubo evidencia preliminar de que la SCD puede ayudar a aliviar los síntomas de los adultos con enfermedad inflamatoria intestinal.
La dieta del síndrome intestinal y psicológico (dieta GAPS) es una variante aún más restrictiva de la SCD, ideada por un neurólogo ruso. La dieta se promociona con la afirmación de que puede tratar una gran variedad de enfermedades, como el autismo, la esquizofrenia y la epilepsia. Al igual que la SCD, las afirmaciones sobre la utilidad de la dieta para los niños con autismo no están respaldadas por estudios científicos. Harriet Hall ha descrito la dieta GAPS como "un batiburrillo de medias verdades, pseudociencia, imaginación y afirmaciones no probadas", y Quackwatch incluye la dieta GAPS en su índice de tratamientos cuestionables.

## Otras lecturas
- Brown, Amy C; Rampertab, S Devi; Mullin, Gerard E (2011). «Existing dietary guidelines for Crohn's disease and ulcerative colitis». Expert Review of Gastroenterology & Hepatology 5 (3): 411-425. PMID 21651358. doi:10.1586/egh.11.29.